# Метод «8х8»
Метод «8х8» — метод силового тренинга в бодибилдинге, разработанный американским тренером Винсом Жиронда.
Многие профессионалы добавляют к своей основной программе 1-2 упражнения из системы «8х8» именно для доводки отстающей мышечной группы. Козырем программы являются как прорисовка рельефа с доводкой мышц, так и скоростное сжигание жира.

## О методе
В арсенале мирового бодибилдинга насчитывается не так много тренировочных программ, способных быстро сжигать жировую прослойку. В программе «8х8» это объясняется коротким отдыхом между сетами (подходами), который по правилам не должен превышать 30 секунд. За счёт такого короткого отдыха увеличивается нагрузка на организм, что усиливает обменные процессы и работу эндокринной системы. При подобном положении вещей жиру ничего не остаётся, кроме как «сгорать», и сгорать с огромной скоростью. Эту методику Винс Жиронда называл «тренингом за пределами воли», потому что несмотря на небольшой вес отягощения, тренировка проходит очень тяжело.
Тренируясь по системе «8х8», сила атлета увеличивается ненамного, в отличие от силовых тренингов с низкоповторными сетами (5-3-1 повторений), в основном эта программа нацелена на придание косметического вида мускулатуре и сжигание жира. Эстетичный вид, доводка мышц и прорисовка глубокого рельефа за счёт скоростного сжигания жира — главное предназначение этой системы тренинга.
Данный вид тренинга по своей сути универсален, метод «8x8» прекрасно подходит и для мужчин, и для женщин. Женщины по системе подтягивают ягодицы, прорисовывают пресс и сжигают лишние жировые отложения по всему телу. Мужчины доводят отстающие мышцы и прорисовывают агрессивный рельеф.

## Безопасность
Во избежание травм начинают тренинг с очень малого веса, даже с опытом в несколько месяцев. Это очень жёсткий тренинг, поэтому гонка за большими весами отягощения может привести к перетренированности, поскольку есть риск достичь «мышечного отказа» уже на первой тренировке, что очень вредно для тренинга и нервной системы.

## Техника выполнения

### Особенности
В соответствии с основными принципами программы, для определённой мышечной группы выбирается 2-3 упражнения и выполняются они в 8 подходах, состоящих из 8 повторений; отсюда и название метода — «8х8».
За тренировочную сессию прорабатывается 2-3 мышечных группы и заканчивается тренировка обычно за 40-50 минут. Цель тренировки — дать мышцам должную нагрузку за короткое время, но не перегрузить их, поэтому тренировки ограничены в 60-70 минут. Более длительный тренинг негативным образом сказывается на продукции гормонов и восстановительных процессах организма.

### Отдых
Отдых между подходами не должен превышать 30 секунд, более того, необходимо добиваться постепенного сокращения отдыха между подходами с 30 секунд (в начале тренинга) до 15-20 секунд в конце тренировочного цикла. То есть от тренировки к тренировке необходимо уменьшать количество секунд в отдыхе.

### Темп
Винс утверждал, если просто использовать формат «8 по 8», то это ничего не даст. Гораздо важнее сохранять темп в каждом упражнении. Именно темп решает всё. И сбиваться никак нельзя. Если спортсмен сбился и, например, вместо положенных 30 секунд отдохнул минуту, то может тут же прерывать свой тренинг и идти принимать душ. Поэтому Винс советовал во время тренировки не слушать музыку в наушниках, а также отключать телефон: «если будет что-то отвлекать, тренинг не задастся», — утверждал Винс Жиронда и выгонял таких спортсменов из своего зала.
На подъём веса отводится две секунды и ровно столько же — на опускание. В верхней и нижней позиции движения задержка недопустима. То есть после 2-секундного подъёма немедленно следует 2-секундное опускание веса, а потом сразу же очередной подъём. И так все 8 повторений.
Лучшим вариантом корректировки тренинга по данной программе являются часы, их можно поставить перед собой и, занимаясь, следить за секундной стрелкой и отталкиваться от следующих расчётов: на одно повторение даётся 4 секунды (2 на подъём веса и 2 на опускание). Таким образом, один подход из 8 повторений займёт 32 секунды. При отдыхе длительностью 15-20 секунд 8 подходов будут выполнены примерно за 7 минут, 16 подходов — за 14-15, а 24 подхода — за 19-21 минуту.

### Отягощения
На первый взгляд кажется, что в программе нет ничего сложного и её можно выполнять с привычным весом. Это иллюзия. На первой тренировке нужно взять самый маленький вес отягощения. Например, на первой тренировке подъём на бицепс хватом «молот» иногда спортсмены выполняют вообще без блинов, удерживая в руках полностью разобранные грифы от гантелей или штанги. Несмотря на столь небольшой вес, на следующий день мышцы просто разрываются от боли.
Интенсивность тренинга повышается не только благодаря высокой нагрузке дополнительного веса, но также за счёт сокращения отдыха между подходами и большего количества подходов и повторений. Поэтому упражнения не выполняются с большими весами, по крайней мере, на начальной стадии тренинга. Спортсмен должен иметь «силовой запас» на постепенное добавление веса. Вес отягощения берётся такой, с которым на первой же тренировке можно дойти до «отказа» или быть близким к нему. Так, если рабочий вес при подъёме снаряда на бицепс составляет 30 кг (в 8 повторениях до «отказа»), то, переходя на этот тренинг, необходимо взять всего 10-15 кг, то есть примерно 30-40 % от рабочего веса.
Начиная с мизерного веса, нужно дать возможность добавить немного веса на следующей тренировке и таким образом обеспечить увеличение нагрузки на мышцы от тренировки к тренировке. Как раз это увеличение и приводит к скоростному сжиганию жира и тонизирует мышцы. Если на первой же тренировке перегрузить мышцы «отказом», то никакого эффекта не будет.
Опытные спортсмены, занимающиеся не первый год, могут обманываться кажущейся легкостью программы. Несмотря на то что выполнять упражнение нужно с маленькой нагрузкой и не доводить большинство подходов до «отказа», вполне возможно, что кроме сильнейшего жжения и утомления спортсмен может столкнуться с потерей концентрации внимания. Такое бывает при воздействии на организм критической нагрузки.
Если нет опыта в спорте и мышцы не подвергаются систематической нагрузке, то необходимо взять 15-25 кг дополнительного веса в таких упражнениях, как становая тяга и приседания. 5-10 кг в упражнении тяга к груди и примерно такой же вес в других многосуставных упражнениях. В односуставных упражнениях (подъём гантелей молотом, пуловер и др.) вес отягощения не должен превышать 2-10 кг. На первой тренировке лучше взять меньший вес и потом постепенно добавлять нагрузку, чем с самого начала тренинга перегрузить мышцы и нервную систему «отказными» подходами. Спешка в этом деле ни к чему хорошему не приведёт.

### Отказ
В данном методе подходы запрещено продолжать за пределами «отказа». Основная масса подходов не должны быть отказными. Первый отказ должен наступить минимум через 3-4 тренировки. Считается нормой достичь отказа на 6-7-м повторении в последнем или предпоследнем подходе. После отказа в упражнении, вес отягощения нельзя увеличивать, сначала спортсмен должен добиться выполнения во всех упражнениях 8-ми подходов по 8 повторений. В других упражнениях вес должен расти вне зависимости от того был ли отказ в другом упражнении. Но если на последней тренировке отказ был во всех без исключения упражнениях и спортсмен не смог выполнить все упражнения в режиме «8х8», то на следующей тренировке веса отягощений нельзя увеличивать ни в одном упражнении. Вес отягощения в упражнении на следующей тренировке можно увеличивать лишь в случае, если удалось выполнить все 8 повторений в 8 подходах.

### Упражнения
От односуставных упражнений мало пользы в плане набора мышечной массы, но в отношении сжигания жира они безусловно полезны. В данном случае минус базовых упражнений заключается в том, что после базового тренинга очень хочется есть, а сильное чувство голода нежелательно, когда спортсмен пытается сбросить вес, так как будет очень трудно сдержаться. Поэтому нужно стараться свести количество базовых упражнений в тренинге «8х8» к минимуму. Но совсем игнорировать базовые упражнения тоже нежелательно. Методикой «8х8» лучше всего прорабатываются отстающие мышечные группы. Например, если отстают задние дельты, то прорабатываются они как базовыми упражнениями (тяга к груди), так и изолированными (разведения гантелей в наклоне).